# Asignat

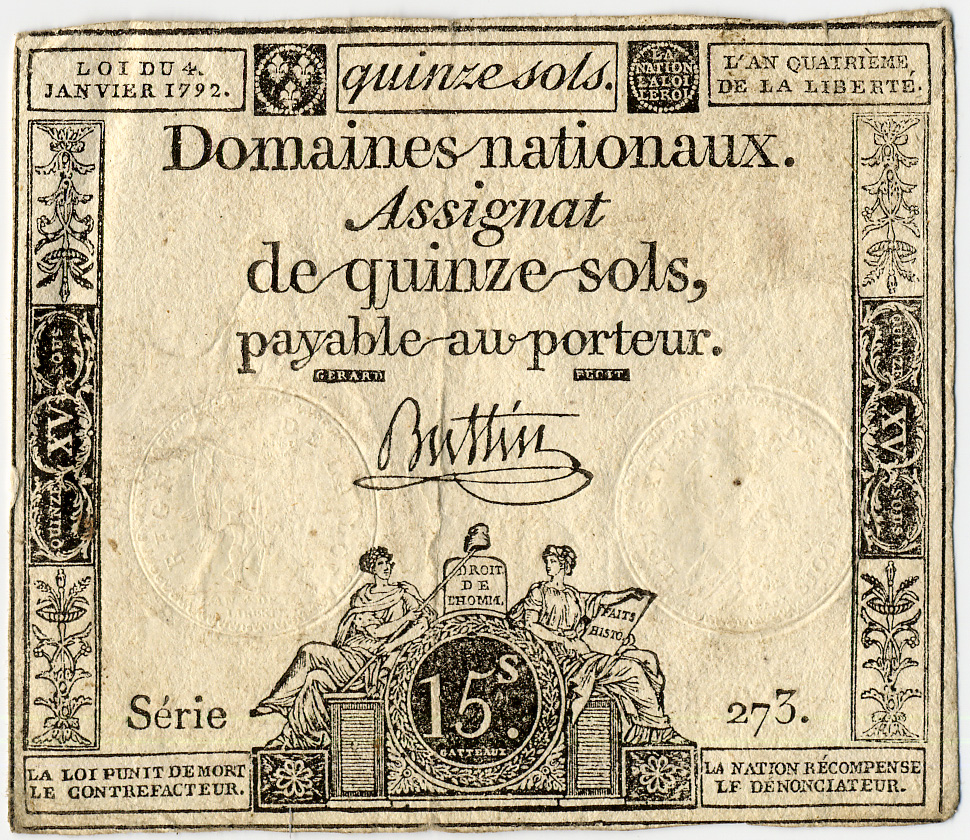
Asignat de 15 sols

Asignatul, uneori asignată, (în franceză assignat) era o monedă fiduciară în timpul Revoluției Franceze.
La origine, era vorba despre un titlu de împrumut emis de Tezaurul public, în 1789, a cărui valoare era «asignată» pe bunurile naționale. Asignatele devin monedă în 1791, a cărei valoare este cel mai adesea cuprinsă între 2 și 30 de soli, iar adunările revoluționare multiplică emisiunile, care conduc la o puternică inflație. Cursul legal al asignatelor a fost suprimat în 1797.

## Etimologie
Cuvântul românesc asignat, cu varianta asignată, este un împrumut din limba franceză: assignat. Dicționarul francez Le Petit Robert oferă următoarea definiție: „Assignat […]>: Papier-monnaie émis sous la Révolution qui était en principe assigné (gagé) sur « biens nationaux », în română: Bani de hârtie emiși în timpul Revoluției care erau în principiu asignați (gajați) pe « bunurile naționale ».” La rândul său, substantivul francez assignat este un derivat al verbului assigner. Acesta, cu varianta assiner, provine din latină assigno, assignare: „a atribui, a încredința, a pune pecetea, a imprima”

## Istorie

### Confiscarea bunurilor clerului

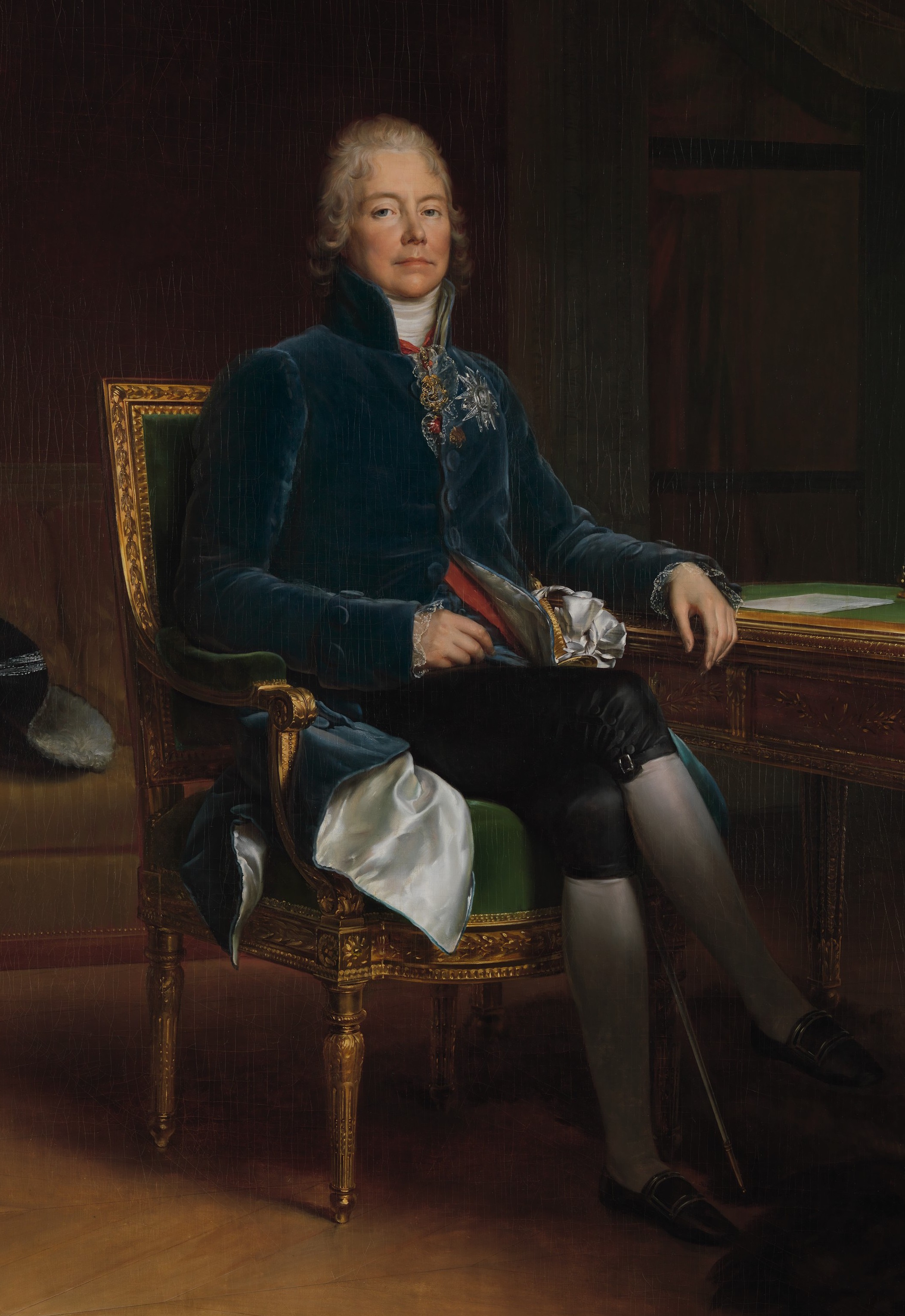
Talleyrand, inițiator al confiscării bunurilor clerului

Deja, înainte de Revoluție finanțele regale erau într-o stare catastrofală, cu o datorie evaluată între 4 și 5 miliarde de livre, iar jumătate din bugetul regal servea la plata datoriilor care creșteau mereu și la plata rentei destinate diverselor persoane. Riscul de bancrută era mare și era nevoie de bani mulți; deputatul Talleyrand propune ideea de a se confisca bunurile ale clerului (și nu de a le naționaliza, căci nicio indemnizație n-a fost vărsată în schimb.). Astfel, la 2 noiembrie 1789, Adunarea Națională Constituantă decise că toate bunurile clerului vor fi «puse la dispoziția Națiunii». Aceste bunuri vor fi, de acum înainte, bunuri naționale, destinate să fie vândute, prin licitație, pentru a umple casieriile statului.

### Începuturile

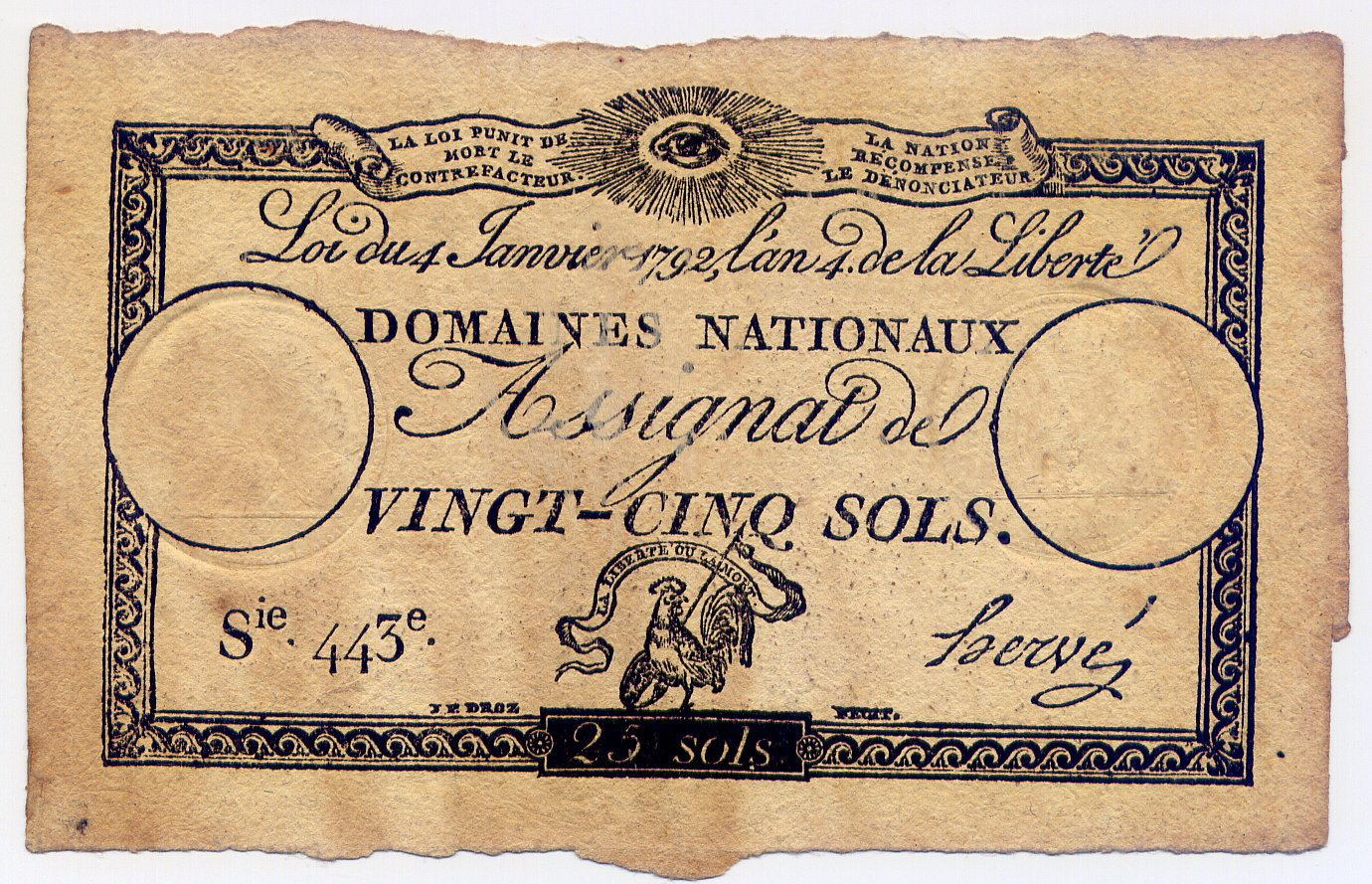
Asignat de 25 sols.

Funcționarea asignatului era simplă: cum era imposibil să se vândă îndată bunurile clerului, vor fi emise bilete care vor reprezenta valoarea acestor bunuri. Orice persoană care dorește să cumpere bunuri naționale trebuie să folosească asignate, trebuie, prin urmare, înainte de toate, ca particularii să cumpere asignate de la stat, astfel banii intră în casieriile statului. Odată vânzarea fiind efectuată, la reintrarea lor în « mâinile statului », asignatele trebuiau să fie distruse. Astfel, intrarea banilor « proaspeți » este mult mai rapidă decât dacă s-ar aștepta ca bunurile să fie, în mod efectiv, vândute.
Primele bilete emise aveau valoarea de 1.000 de livre. O valoare atât de importantă nu le destineză ca bancnote pentru populație, ci tezaurizării de către particulari, scopul lor fiind doar de a face să intre imediat bani în vistieria statului. Valoarea totală a primei emisiuni va fi de 400 de milioane de livre.
Ideea este departe de a avea unanimitate în sânul Adunării Naționale Constituante, mulți aducându-și aminte de bancruta « Sistemului lui Law ». Astfel, deputați ca Talleyrand, Condorcet sau Du Pont de Nemours sunt contra acestei idei. Potrivit lor, problema majoră a emiterii asignatelor este că nu trebuie puse în circulație mai multe asignate decât valoarea bunurilor naționale. Or, în acea epocă, biletele sunt falsificate cu ușurință. Exista, prin urmare, un risc ridicat de a intra în circulație o cantitate mult mai importantă de asignate decât cele cele veritabile, și de altfel, asignatele emise de falsificatori nu vor aduce niciun venit statului. Într-un astfel de caz, asignatele nu vor mai valora nimic.
Încă la începutul lui 1790, primele rateuri vor surveni. La 30 martie, Anne-Pierre de Montesquiou-Fezensac declara, privitor la asignate, că sunt « cel mai costisitor și dezastruos dintre împrumuturi ».

### Deprecierea
La 17 aprilie, asignatul este transformat în bani de hârtie (bancnotă). Iar statul, mereu în căutare de lichidități, îl folosește pentru cheltuielile curente. Mașina se ambalează… Statul nu mai distruge asignatele pe care le recuperează; mai rău, tipărește mai multe asignate decât valoarea reală a bunurilor naționale. Jacques Necker, Ministru de Finanțe, declarat hotărât contra transformării asignatelor în bani de hârtie, își dă demisia în septembrie.
Asignatul pierde 69% din valoare din 1790 până în 1793.
Deși asignatul își vede redusă valoarea, licitațiile bunurilor naționale rămân totuși foarte ridicate și doar persoanele înstărite le pot cumpăra. În felul acesta, unii reușesc să se îmbogățească enorm și să cumpere terenuri imense și clădiri pe aproape nimic, în comparație cu valoarea lor reală. Supraevaluarea legală a asignatului permite cumpărarea unor bunuri, în consecință, subevaluate..
Pentru susținerea asignatului, sunt votate, în mod succesiv, legi mereu mai dure, precum închiderea provizorie a Bursei din Paris (Decretul din 27 iunie 1793) și sfârșitul publicării ratelor de schimb în 1793, pentru limitarea speculei, dar și grele amenzi și grave pedepse cu închisoarea pentru orice persoană surprinsă vânzând aur ori argint, ori tratând diferit moneda de hârtie și metalele prețioase, adică refuzul unei plăți cu asignate.
La 8 aprilie 1793, Convenția girondină hotărăște că prețurile tuturor cumpărăturilor și negocierilor încheiate cu statul vor fi stipulate în asignate, măsură extinsă, la 11 aprilie la sectorul privat..
Din primele zile ale Terorii, la 8 septembrie 1789, neacceptarea asignatului ca mijloc de plată era declarată pasibilă cu pedeapsa cu moartea: bunurile posedate erau confiscate, iar delatorul era recompensat. La 13 noiembrie 1793, comerțul folosind metale prețioase ca mijloc de plată era interzis. În mai 1794, orice persoană care ar fi întrebat în ce mpnedă ar fi încheiat constactul trebuia să fie condamnată la moarte.
În ciuda tuturor acestor lucruri, puterile politice nu știu să facă față crizei economice care vine, iar statul continuă să emită din ce în ce mai multe asignate, pentru finanțarea războiului. Numărul asignatelor fabricate corespunde unei valoroi de 2,7 miliarde de livre în septembrie 1792 și de 5 miliarde în august 1793. La începutul lui 1794, asignatele emise ajung la 8 miliarde de livre. Totuși, autoritățile și-au dat seama că deprecierea continuă a asignatelor era datorată excesului de emisiuni. Astfel, o parte din asignate au fost retrase din circulație și arse, începând din 1793 printr-un împrumut forțat. În felul acesta, nu au mai rămas în circulație decât 5 miliarde și jumătate.
În iunie 1794, crearea unui nou miliard de asignate, cu o valoare mergând de la 1.000 de franci la 15 sou, a fost decretată, în același timp cu un împrumut forțat adresat celor bogați, de 100 de milioane, a fost lansat de comitetul finanțelor · .
Legea din 18 nivôse, anul III (7 ianuarie 1795) permite emiterea primelor asignate în franci. După noi emisiuni, asignatele puse în circulație trec de la 10 miliarde în august 1795 la aproape 45 de miliarde în ianuarie 1796  · , în timp ce suma totală a asignatelor nu ar fi trebuit să depășească niciodată 3 miliarde, valoarea bunurilor confiscate clerului. Cauza inflației rezidă în superproducția de asignate, controlul prețurilor nepermițând scăderea acestora, ci având efect crearea penuriei. Un mare număr de asignate false, fabricate în Belgia, în Țările de Jos, în Germania, în Elveția și în Marea Britanie, cu complicitatea guvernului britanic, care era cel mai mare dușman al Franței, interesat de accelerarea crizei economice franceze, au inundat Franța ·  ·  · .

### Sfârșitul asignatelor și bilanțul
La decizia Directoratului, asignatul este, în sfârșit, abandonat cu mult fast când planșele biletelor, poansoanele, matrițele și plăcile sunt arse în public, în Piața Vendôme, la 30 pluviôse, anul IVal Republicii (19 februarie 1796).

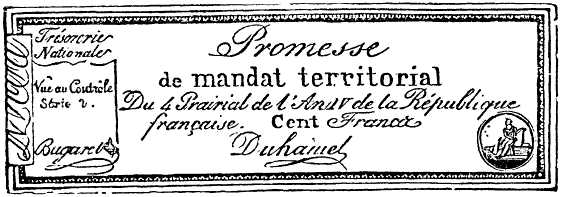
Mandat teritorial

La 18 martie, asignatul este retras din circulație contra unei nou bilet bancar, mandatul teritorial (în franceză mandat territorial). Schimbul se face pe baza a 30 de franci asignat contra 1 franc mandat, în loc de 300 contra 1, valoarea sa reală, ceea ce condamnă noul titlu încă de la emiterea sa. Mandatul teritorial a cunoscut mai mult sau mai puțin aceeași poveste ca și asignatul, deprecierea sa făcându-se mai rapid decât cea a predecesorului său. La 4 februarie 1797, mandatul teritorial a fost retras din circulație, iar moneda sunătoare și cu greutate legală i-a luat locul.
Asignatul este în general considerat ca un pur eșec. Totuși, crearea sa nu numai că a împiedicat falimentul cvasiimediat al statului francez, dar a contribuit la reducerea datoriei și a permis găsirea banilor necesari funcționării războiului în momentele dificile ale anului III · .
Neputința guvernului de a combate inflația prin sancțiuni mereu mai dure ilustrează, pentru economistul Thomas DiLorenzo, caracterul nefast al unei politici de control al prețurilor.
Prin urmare, se poate spune că asignatele au fost, din punct de vedere economic, un eșec. Jacques Bainville, scriitor și istoric regalist, explică astfel, în lucrarea sa Histoire de France că Revoluția Franceză a agravat criza financiară prin care ea se născuse. Din punct de vedere politic și social, asignatele au permis un masiv și larg transfer de proprietate într-un timp foarte scurt. Mai ales asignatele i-au atașat noului regim pe toți cei care au dobândit bunuri naționale și care se vor teme de reîntoarcerea monarhiei.

## Asignatele false
Ușurința imitării acestei monede (fabrica de hârtie era la Jouy-sur-Morin, cu prezența supraveghetorilor timbrului) a fost, într-un fel, o încurajare adresată falsificatorilor, astfel asignatul a fost fabricat cam peste tot. Potrivit mărturiilor din epocă, se găseau tipografii rudimentare până și în închisori. Cele mai multe dintre falsuri erau grosolane și ușor de recunoscut, dar altele erau practic de nedovedit; erau asignatele falsificate la Londra. Dușmanii Republicii încurajau efectiv tipărirea monedei false, acest lucru conducând la ruina Franței. Atelierul londonez fusese fondat de notabili vendeeni sub conducerea contelui Joseph de Puisaye și patronajul ducelui d’Harcourt. Producea din plin, iar când a venit deruta vendeeană după înfrângerea de la Quiberon, Lazare Hoche a anunțat, în raportul său, că a pus mâna pe zece miliarde de asignate false în bagajele armatei învinse.
În epoca contemporană, au fost fabricate falsuri destinate pieței colecționarilor. Asfel, se vorbește uneori de « asignate false adevărate », în opoziție cu cele fabricate în prezent.

### Galerie de imagini

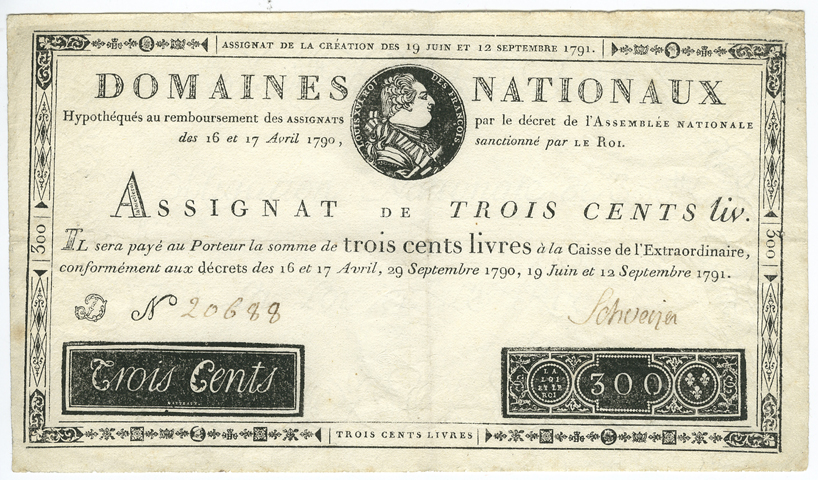
Asignat veritabil de 300 livre, care a servit de model falsificatorilor.
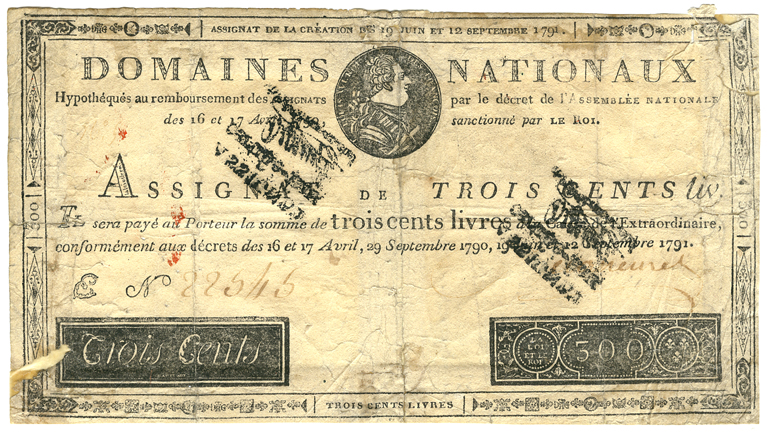
Asignat fals de 300 de livre, care are pe dos ștampila cu specificarea « Assignat certifié faux - Deperey - Vérificateur en chef » (În română: Asignat certificat fals – Deperey – Verificator șef).
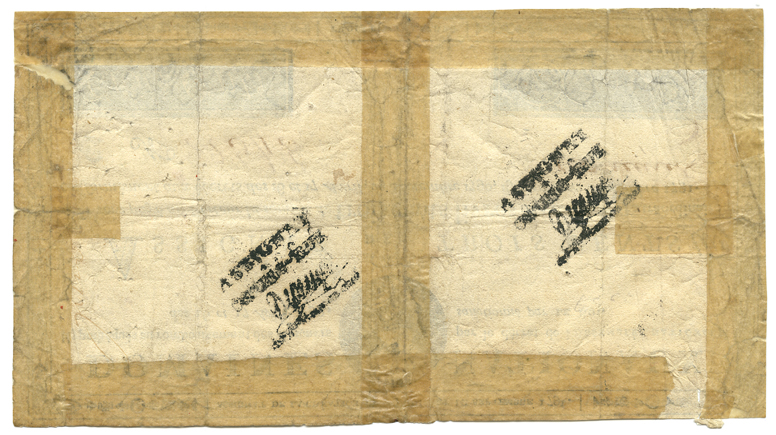
Dosul asignatului fals de 300 livre, cu ștampila verificatorului

## Alte asignate

### Italia

Asignat emis de Republica Romană, cu valoare nominală de 10 paoli (1798)

Între 1798 și 1799, forțele revoluționare franceze au instaurat Republica Romană care a emis, și ea, asignate, în italiană assegnati, prin Legea din 27 fructidor din anul revoluționar VI (14 septembrie 1798).

### Imperiul Rus
Fără nicio legătură cu Revoluția Franceză, în Rusia au fost emise, din 1760 până în 1849, așa-numitele „assignațiia” (scris, cu alfabet rusesc: aссигнция), având înțelesul de „bancnote”, „ruble asignate”. Asignațiile erau niște hârtii de valoare (polițe, cambii, sau chiar bancnote)

### Regatul României
Tot fără nicio legătură cu Revoluția Franceză, la Timișoara, după proclamarea Unirii cu România, au fost emise asignate având valoarea nominală de 10, 20 și 50 filleri, în 1919. De remarcat faptul că forma de singular folosită pe aceste asignate era asignată. Este redactat în limba română.
În Regatul României au fost emise asignate, pentru sprijinirea populației nevoiașe în timpul iernii, cu valoarea nominală de 100 de lei.